# Шайен (окръг, Колорадо)
Вижте пояснителната страница за други значения на Шайен.
Окръг Шайен (на английски: Cheyenne County) е окръг в щата Колорадо, Съединени американски щати. Площта му е 4613 km², а населението - 1845 души (2017). Административен център е град Шайен Уелс.